# Lithacodia shansiensis
Lithacodia shansiensis là một loài bướm đêm trong họ Noctuidae.